# 압축 파일
압축 파일 또는 아카이브 파일(archive file)은 소스 볼륨과 미디어 정보, 파일 디렉터리 구조, 오류 감지, 복구 정보, 파일 설명을 포함할 수 있는 메타데이터가 포함된 하나 이상의 파일로 이루어진 파일을 말한다. 보통 무손실 데이터 압축의 형태를 가진다. 압축 파일은 일부나 전체로 암호화를 할 수 있다. 압축 파일은 여러 개의 데이터 파일을 하나의 파일로 묶어 갖고 다니거나 보관을 쉽게 하기 위해 쓰인다.
컴퓨터 압축 파일은 소프트웨어가 결정하는 압축 포맷을 사용하는 압축 소프트웨어, 광 디스크 저작 소프트웨어, 디스크 이미지 소프트웨어로 만든다. 압축 파일의 파일 확장자나 파일 헤더는 사용되는 파일 포맷을 지시하는 데 쓰인다.
압축 파일은 .zip, .apk, .rar, .7z, .tar 등의 확장자를 가진다. 다만 이 가운데 .tar은 압축 기능을 포함하지 않는다.

## 역사
압축 파일은 원래 보존과 복구를 목적으로 중요한 파일을 테이프와 같은 대체 매체에 저장하는 데 쓰였다. 그러던 것이 이제는 파일을 전송하고 소프트웨어 배포/설치에 일반적으로 쓰이고 있다. 하드 드라이브 볼륨, RAID, 섀도 복사본/스냅샷은 압축 파일로 간주할 수 있다. 운영 체제 또한 압축 소프트웨어로서의 역할을 할 수 있다.

## 같이 보기
- 데이터 압축
- 압축 소프트웨어
- 디스크 이미지